# Dundee Stars
Les Dundee Stars sont un club de hockey sur glace de Dundee en Écosse. Il évolue dans le Championnat du Royaume-Uni de hockey sur glace, l’Elite Ice Hockey League

## Historique
Fondée en 2001, le Dundee Texol Stars remporte la Findus British National League (FBNL) (2e division) et les séries éliminatoires dès leur première saison (2001-02), puis lors de la saison 2002-03 se classe 2e dans le FBNL, et a atteint les demi-finales.
La saison 04-05 a été décevant pour les trois équipes écossaises dans la BNL (plus parrainé par Findus). Toutefois, les Stars remportent les séries éliminatoires et obtenu un bons résultats en Coupe Calédonie.
Lors de la nouvelle formule du championnat, les Stars refusent accéder à Elite Ice Hockey League, les Flyers Fife n'étant pas autorisé à rejoindre la division Elite, leur patinoire ne respectant pas les normes en vigueur. Les deux équipes se retrouvent donc dans l'obligation de rejoindre la Ligue nationale d'Écosse et de rompre les contrats des joueurs venant d'arriver. Les Stars finissent 2e avec 3 points de retard derrière les Flyers.
À la fin avril 2010, les Stars de Dundee ont la confirmation qu'ils joueront la saison 2010-11 en EIHL, le nombre d'équipes jouant passant de 8 à 10.

## Palmarès
- Findus British National League : 2002
- Plays-off de la Findus British National League : 2002, 2005
- Coupe d'Automne : 2009